# 尼古拉·别尔嘉耶夫

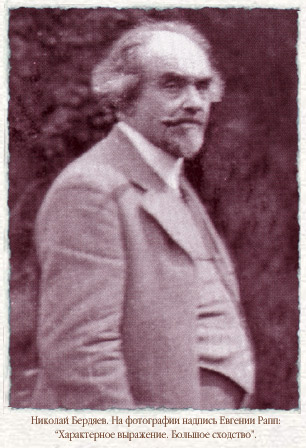
尼古拉·别尔佳耶夫

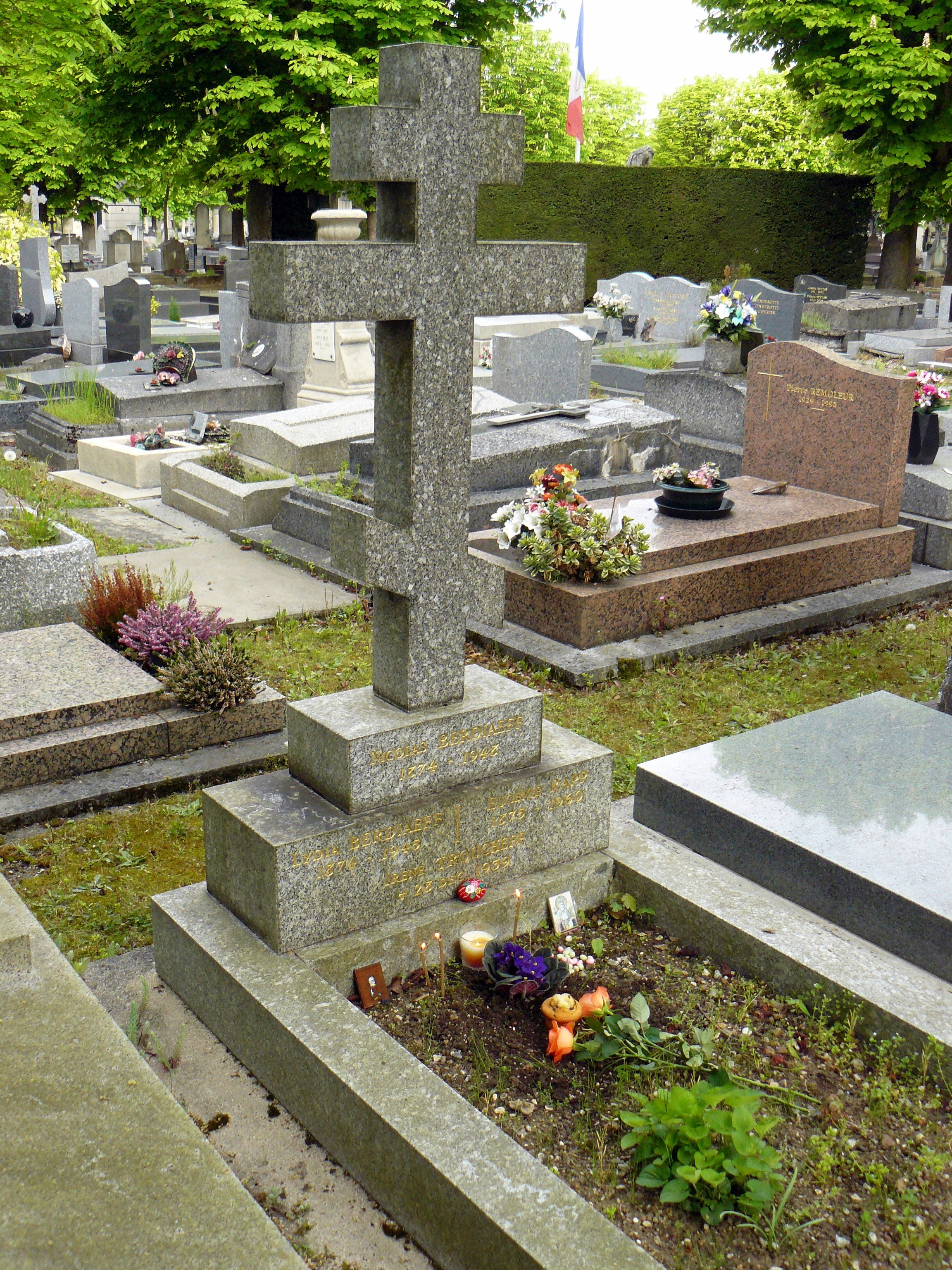
克拉马尔别尔佳耶夫墓

尼古拉·亚历山大罗维奇·别尔嘉耶夫（俄語：Никола́й Алекса́ндрович Бердя́ев；1874年3月18日—1948年3月24日），俄国宗教和政治哲学家。

## 生平
尼古拉·亚历山大罗维奇·别尔嘉耶夫出生在基辅的一个军事贵族家庭，童年在家中广泛阅读父亲的藏书，十四岁时阅读黑格尔、叔本华和伊曼努尔·康德的著作。1894年，他进入基辅大学。这个时期学生和知识分子中革命热情高涨，他成为一个马克思主义者，1898年在学生示威中被捕，并被大学开除。后来他因参与非法活动，被判在俄罗斯中部流亡三年。
1904年，他与莉迪亚·尤迪芙乌娜·别尔嘉耶芙结婚，并搬到俄罗斯首都以及知识与革命活动的中心圣彼得堡居住。他充分参与知识和宗教的辩论，最终离开激进的马克思主义，专注于哲学和宗教。1913年，他因写文章批评俄罗斯正教会主教公会而被指控犯有亵渎罪，被判处流放西伯利亚。第一次世界大战和布尔什维克革命阻止此事成为现实。
1917年俄国布尔什维克革命后，1919年，他成立“精神文化自由学院”，在此就热点话题发表基督徒观点的演讲。1920年，别尔佳耶夫被指控参与反对政府的阴谋，被捕入狱。契卡头目费利克斯·捷尔任斯基和他的朋友列夫·加米涅夫出席审讯，别尔佳耶夫曾经从事革命活动的记录使其免于长期监禁。亚历山大·索尔仁尼琴在他的著作《古拉格群岛》中，讲述了这一事件。
1922年9月，尼古拉·亚历山大罗维奇·别尔嘉耶夫等约160名著名作家，学者，知识分子被布尔什维克政府驱逐出俄罗斯。最初他们乘哲学船去了德国，别尔佳耶夫在柏林创办了一所哲学和宗教学院。但是魏玛德国经济和政治条件不佳，1923年他移居巴黎，进行讲学、写作，以及与法国知识界进行思想交流。在二战期间，德国占领法国，别尔佳耶夫继续写书，它们在战后，甚至他去世后才出版。在法国期间，别尔佳耶夫写了15本书，其中包括他最重要的著作。1948年3月，他在巴黎附近克拉马尔的家中的办公桌前去世。

## 作品
- 《基督教与阶级斗争》（1936年）
- 《时代的末期》（1937年）
- 《人在现代世界中的命运》（1974年）
- 《人的奴役与自由》（1994年）
- 《俄罗斯思想的宗教阐释》（1998年）
- 《俄罗斯灵魂——别尔嘉耶夫文选》（1999年）
- 《别尔嘉耶夫集》（1999年）
- 《俄罗斯的命运》（1999年）
- 《路标集》（1999年）
- 《论人的使命》（2000年）
- 《精神王国与恺撒王国》（2000年）
- 《自由的哲学》（2001年）
- 《自我认识——思想自传》（2001年）
- 《历史的意义》（2002年）
- 《精神与实在》（2002年）
- 《论人的奴役与自由》（2002年）
- 《末世论形而上学》（2003年）
- 《俄罗斯思想》（2004年）
- 《美是自由的呼吸》（2005年）